# Franz von Zedlitz und Leipe
Franz Adolf Eduard Benjamin Baron von Zedlitz und Leipe (* 21. April 1876 in Berlin; † 29. März 1944 in Moltketal, heute Polen) war ein deutscher Baron und Sportschütze.

## Biografie
Franz von Zedlitz und Leipe wurde als jüngster von vier Söhnen von Adolf Freiherr von Zedlitz und Leipe und Helene Nothomb geboren.
Bei den Olympischen Spielen 1912 in Stockholm trat er in der Disziplin Trap für das Deutsche Reich an. Im Einzel belegte er den siebten Platz und im Mannschaftswettkampf gewann er zusammen mit Horst Goeldel-Bronikowen, Erich Graf von Bernstorff-Gyldensteen, Erland Koch, Albert Preuß und Alfred Goeldel-Bronikowen die Bronzemedaille. Im gleichen Jahr wurde er Deutscher Meister in Neumannswalde-Neudamm (heute Dębno in Polen). Jeweils Dritter wurde er 1921 und 1924 in Berlin sowie 1928 in Gera. 
Im Zweiten Weltkrieg fiel er in Polen an der Front.